# Anatolij Karpov
Anatolij Jevgenjevitj Karpov (Анато́лий Евге́ньевич Ка́рпов), född 23 maj 1951 i Zlatoust, Tjeljabinsk oblast, är en rysk schackspelare som var världsmästare mellan 1975 och 1985 samt mellan 1993 och 1999.
Karpov räknas som den mest framgångsrike turneringsspelaren genom tiderna, med minst 150 förstaplatser, och dominerade i stort sett schacket under sina år som världsmästare. Hans högsta Elo-rating var 2780.

## Uppväxt
Karpov föddes i Zlatoust i forna Sovjetunionen, och lärde sig schackets regler när han var 4 år. Han blev snabbt en duktig spelare men var, enligt egen utsago, mycket känslig för att förlora. Hans huvudsakliga lärobok var Capablancas nybörjarbok.
Vid 12 års ålder började han studera i den förre världsmästaren Michail Botvinniks skola. Botvinnik var inledningsvis skeptisk till den unge Karpovs förmåga, men Karpov lärde sig mycket, och förtjänade 1966 som 15-åring titeln mästare i den sovjetiska sportrankingen. 1969 vann han junior-VM med 10 poäng av 11 möjliga.

## Schackkarriär
1973 kom han tvåa i sovjetiska mästerskapen (efter Boris Spasskij), och blev kandidat för världsmästarcykeln, vars mål var att få fram en utmanare till den regerande världsmästaren Bobby Fischer. Efter att först ha besegrat Lev Polugajevskij med 3 vinster och 5 remier, mötte och vann han 1974 över den förre världsmästaren Boris Spasskij med 4 vinster, 6 remier och en förlust. Sedan väntade en segdragen match mot den sovjetiska kollegan Viktor Kortjnoj, som slutade +3 =19 -2. Eftersom Bobby Fischer vägrade försvara sin titel blev Karpov kontroversiellt världsmästare på walkover. Hur en eventuell match dem emellan skulle slutat har länge diskuterats.
Karpov försvarade sin VM-titel i två matcher mot Kortjnoj, som nu hoppat av till väst. Den första matchen, som spelades i filippinska Baguio City 1978, blev dramatisk. Matchen spelades med regeln att den som först vunnit sex partier blev världsmästare - remier räknades inte. Med sin seger i det 27:e partiet tog Karpov ledningen med 5-2 och stod nu bara ett parti från seger i matchen. Kortjnoj lyckades emellertid vinna tre av de därpå följande fyra partierna och utjämnade till 5-5. Nu kunde avgörandet falla när som helst. Redan i nästa parti tog matchen slut. Kortjnoj prövade med de svarta pjäserna en djärv variant i spelöppningen Jugoslaviskt. Planen slog dock tillbaka. Karpov kunde vinna partiet och därmed matchen, 6-5 (21 remier).
Tre år senare lyckades Kortjnoj ta sig till ännu en VM-match mot Karpov i italienska Merano men var denna gång chanslös. Karpov vann med 6-2 (10 remier).
Resten av 80-talet präglades av Karpovs rivalitet med den unge sovjetiske stormästaren Garri Kasparov. Under åren 1984-90 spelade de inte mindre än fem VM-matcher på totalt 144 partier. Den första (1984-85, i Moskva) avbröts efter 48 partier vid ställningen 5-3 (40 remier) till Karpov, sedan Karpov haft ledningen med 5-0 men tappat initiativet. Därefter ändrades reglerna så att matcherna bara varade i 24 partier och världsmästaren behöll titeln vid oavgjort 12-12. Kasparov tog över VM-titeln 1985 i Moskva efter att ha besegrat Karpov med 13-11. Kasparov behöll sedan titeln i de övriga matcherna: i London och Leningrad 1986 (12½-11½), i Sevilla 1987 (12-12) och i New York och Lyon 1990 (12½-11½).
1993 blev Karpov åter världsmästare efter att ha slagit Jan Timman med fem vinster, två förluster och 14 remier. Matchen var kontroversiell eftersom de två spelare som kvalificerat sig till en match om VM-titeln, Kasparov och Nigel Short, bröt med FIDE och spelade en egen VM-match via Professional Chess Association. Han försvarade sin titel mot Gata Kamsky 1996 (+6 -3 =9). 1998 införde FIDE ett nytt system för att utse världsmästare - en utslagsturnering där världsmästaren Karpov var kvalificerad till finalen. I finalen slog han Viswanathan Anand (+2 -2 =2, tiebreak 2-0). I nästa VM-turnering fick världsmästaren kvala som alla andra vilket medförde att Karpov vägrade försvara sin titel. Han fråntogs världsmästartiteln efter VM-turneringen 1999.

## Utmärkelser
Den så kallade Schack-Oscar är en utmärkelse som röstats fram av journalister sedan 1967 (med avbrott 1989–1994), och som tilldelas den schackspelare som anses ha spelat bäst under året. Karpov har vunnit den nio gånger, 1973–1977, 1979–1981 samt 1984.

## Spelstil
Karpovs spelstil kan beskrivas som försiktig och omsorgsfull. Han tar sällan risker, utan vårdar i stället små fördelar till slutspel, som han ofta vinner. Dessutom spelar han anmärkningsvärt snabbt.
Karpovs dominans gjorde att många försökte efterhärma hans spelstil, till dess Kasparov övertog världsmästartiteln.